# Rhinocricus instabilis
Rhinocricus instabilis är en mångfotingart som beskrevs av Carl 1914. Rhinocricus instabilis ingår i släktet Rhinocricus och familjen Rhinocricidae.

## Underarter
Arten delas in i följande underarter:
- R. i. adolescens
- R. i. instabilis
- R. i. valens